# タヴァルネッレ・ヴァル・ディ・ペーザ
タヴァルネッレ・ヴァル・ディ・ペーザ（伊: Tavarnelle Val di Pesa）は、イタリア共和国トスカーナ州フィレンツェ県バルベリーノ・タヴァルネッレに属する分離集落（フラツィオーネ）。
かつては独立したコムーネであったが、2019年1月1日にバルベリーノ・ヴァル・デルサと合併して新自治体の一部となった。

## 地理

### 位置・広がり

#### 隣接コムーネ
コムーネとしてのタヴァルネッレ・ヴァル・ディ・ペーザは、以下のコムーネと隣接していた。括弧内のSIはシエーナ県所属を示す。
- バルベリーノ・ヴァル・デルサ
- カステッリーナ・イン・キアンティ (SI)
- チェルタルド
- グレーヴェ・イン・キアンティ
- モンテスペルトリ
- サン・カシャーノ・イン・ヴァル・ディ・ペーザ

### 気候分類
タヴァルネッレ・ヴァル・ディ・ペーザにおけるイタリアの気候分類 (it) および度日は、zona E, 2344 GGである。